# Samsi
Samsi (también Shamsi; en árabe, "mi Sol") fue una reina árabe que reinó en el este de Oriente Próximo en el siglo VIII a. C. Fue la sucesora de la reina Zabibe (en árabe, "Pasa"). Tiglatpileser III (Pileser (en babilonio, Pulu) hijo de Ashur-nirari V), rey de Asiria, fue el primer gobernante extranjero en someter a los árabes bajo su control. Cuando Samsi se rebeló contra él uniéndose a una alianza forjada por Rakhianu de Damasco, Pileser atacó y venció a Samsi, e hizo que ella y sus socios de la alianza, le pagaran un fuerte tributo para permanecer en el poder. Samsi gobernó más de veinte años y la sucedió la reina Iatie, aproximadamente hacia 700 a. C.

## Historia
Las crónicas asirias describen a la reina Samsi como una gobernante poderosa lo bastante intrépida como para afrontar a los reyes asirios en los años 730 y 720 a. C. Ella y otros son mencionados como gobernantes de las regiones más al oeste de Asiria que eran conscientes de los reyes asirios y tenían comercio con ellos de especias. Samsi y sus predecesoras y sucesoras dirigieron embajadas y caravanas que llevaban especias e incienso a Oriente Próximo y Siria desde la península arábiga.

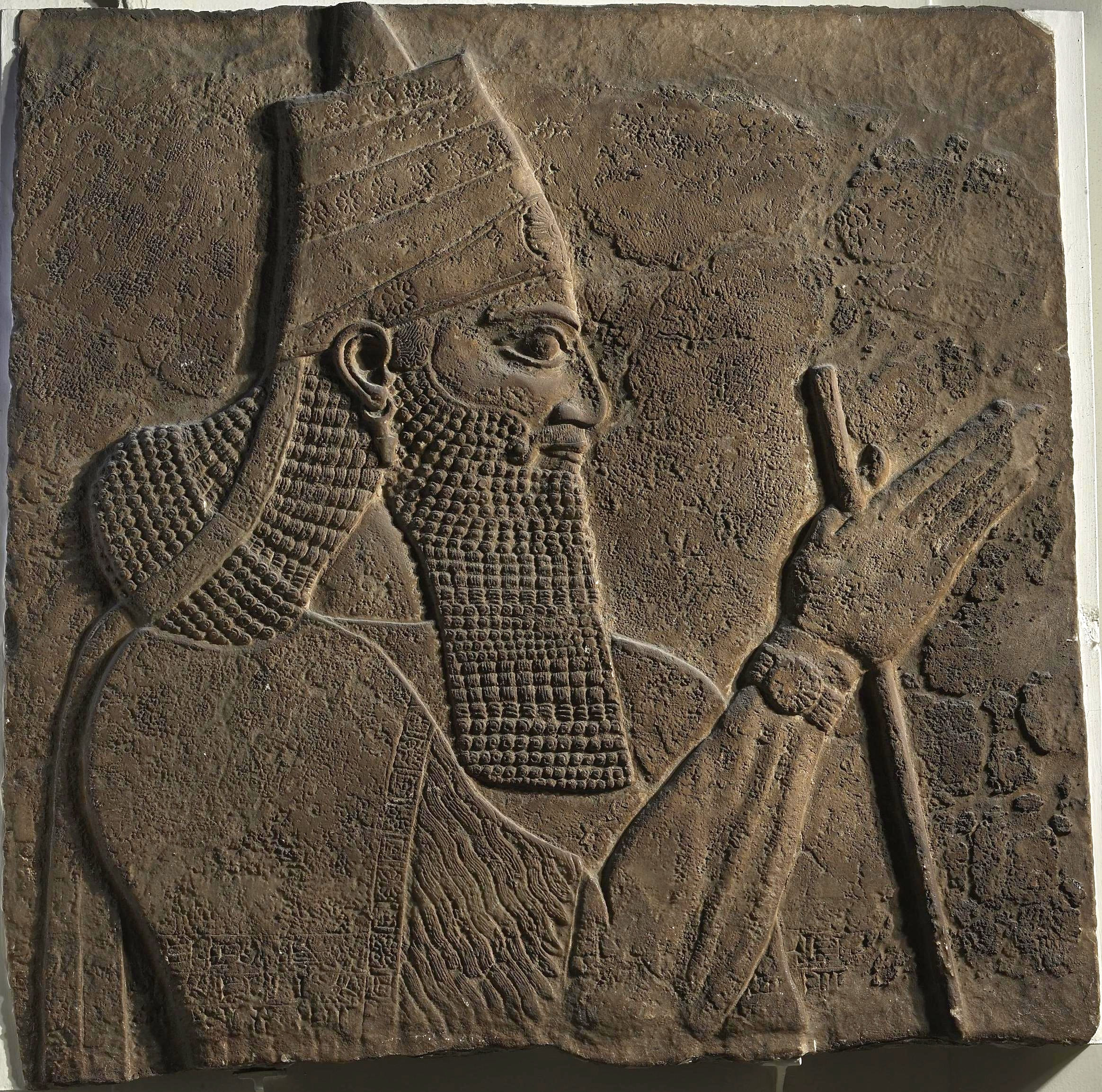
Tiglatpileser III.

Samsi había llegado al poder como vasalla de Asiria, sucediendo a la reina árabe anterior Zabibe, que había abdicado en favor de Samsi. El juramento de lealtad de Zabibe fue continuado por Samsi al subir al trono; jurando por el sol (Shams), el dios de Arabia, que sería leal a Asiria. Tiglath-Pileser dio reconocimiento formal a esta adhesión. Más tarde, aun así, cambió de idea y se rebeló, uniéndose a una alianza hecha por Rakhianu de Damasco para luchar contra el rey asirio Tiglatpileser III en 732 a. C.
El ejército asirio bajo el rey Tiglathpileser III (reinó 745–727 a. C.) había subyugado recientemente la tierra de Edom y ahora dirigía su atención a las fuerzas antiasirias en Arabia y Levante. Según los registros asirios, Tiglathpileser atacó muchas áreas tribales árabes y venció a Samsi en las cercanías del monte Sa-qu-ur-ri (un lugar no identificado). Los asirios tomaron muchos prisioneros de guerra, 30.000 camellos, y más de 20.000 bueyes como botín. Una inscripción registra que 9.400 de sus soldados fueron muertos, y además se incautaron 5.000 sacos de varios tipos de especias, altares de dioses, armamento que incluía un bastón ornamental de su diosa Al-lat, y sus propiedades. Mientras huía al desierto, Tiglathpileser prendió fuego a las tiendas restantes en el sitio de batalla.
Después de su derrota, los cronistas asirios dicen que Samsi huyó del campo de batalla como una "onagra salvaje del desierto". No quedó en libertad mucho tiempo, pronto fue capturada y llevada prisionera a Tiglathpileser. Él designó un qepu o gobernador sobre su territorio y 10.000 soldados, y la devolvió a su reino. También se dice que ella había huido a la tierra de Bazu/Basu y más tarde se rindió. Los términos de la rendición a Tiglathpileser implicaron un tributo a ser pagado por Samsi. Los asirios decidieron restaurarla en su trono porque necesitaban un gobernante árabe flexible para mantener la lucrativa ruta comercial norte-sur desde el territorio asirio a Arabia. Otros siete reinos implicados en el comercio árabe también debían pagar tributo y proporcionar seguridad a su comercio de incienso; estos siete reinos eran Massa, Tyma, Saba, Haiappa (Ephah), Badana, Hattia, y Idibi'lu. El tributo acordado a pagar por los árabes incluía oro, plata,camellos macho y hembra, y todo tipo de especias.